# Filip Benicjusz
Filip Benicjusz, wł. Filippo Benizi (ur. 15 sierpnia 1233 we Florencji, zm. 23 sierpnia 1285 w Todi) – włoski kaznodzieja i serwita (OSM), prawodawca i przełożony generalny zakonu Sług Najświętszej Maryi Panny, założyciel żeńskiego zgromadzenia sióstr serwitek oraz święty Kościoła katolickiego.

## Życiorys
Odbył studia filozoficzne i lekarskie, a następnie wstąpił do serwitów (1254). W 1259 otrzymał sakrament święceń, a w  1267 został przełożonym generalnym zakonu. Przyczynił się do wzmocnienia i rozszerzenia zakonu, a także jego utrzymania pomimo zakazu wprowadzonego przez II sobór lyoński. Z pism jego następcy, Piotra z Todi, wiadomo o jego zaangażowaniu w pomoc biednym i chorym.

## Kult
Filip Benicjusz został beatyfikowany w 1516 przez papieża Leona X, a kanonizowany 12 kwietnia 1671 przez Klemensa X.
Jego wspomnienie liturgiczne w Kościele katolickim obchodzone jest w dies natalis (22 sierpnia) lub 23 sierpnia.